# Der Wanderer und sein Schatten
Der Wanderer und sein Schatten ist eine  Aphorismensammlung von  Friedrich Nietzsche. Sie wurde als zweiter und letzter Nachtrag zu seiner Gedankensammlung Menschliches, Allzumenschliches im Jahr 1880 veröffentlicht.
Formal beginnt und endet die Sammlung mit einem Dialog zwischen dem nicht näher beschriebenen Wanderer und seinem Schatten. Dazwischen findet sich eine Sammlung von 350 Aphorismen.
Giorgio Colli, einer der Herausgeber der Kritischen Studienausgabe der Werke Nietzsches, schreibt, dass sich Nietzsche auf sich selbst zurückgezogen und eine unparteiische, wissenschaftliche und objektive Periode erlebt habe. Der Wanderer, der mit seinem Schatten spreche, weil sonst niemand  mehr für ein Gespräch da sei, sei das Bild, das Nietzsche für seinen Rückzug gebrauche.
Die 350 kurzen Aphorismen handeln von Vernunft, Freiheit des Willens, Rache, Christentum, Musik (Bach, Händel, Beethoven, Mozart, Schubert, Schumann, Mendelssohn...), Literatur, bekannten Malern, Musikern, Schriftstellern und anderem.